# عمارة حيوية
العمارة الحيوية  هي العمارة التي استوحى الإنسان منها شيء من النظام الحيوي المحيط به، سواء كان شجرة أو إنسان أو حيوان. وقد يكون مصدر الإلهام هو نظام إنشائي (مظهر خارجي أو نسب جمالية أو حتى معالجة صوتية). مِن أشهر المعماريين الذين استوحوا أعمالهم من الطبيعة نورمان فوستر وسانتياغو كالاترافا.